# 小行星2526
小行星2526（2526 Alisary）是一颗绕太阳运转的小行星，为主小行星带小行星。该小行星于1979年5月19日发现。
該小行星以發現者理察·馬丁·威斯特的父母愛麗絲·本尼迪塔·盧斯曼·威斯特（Alice Benedicta Loethman West）和哈利·理查德·威斯特（Harry Richard West）命名。

## 轨道参数
小行星2526的轨道半长轴为3.1391531 UA，离心率为0.178。
| 前一小行星： 小行星2525 | 小行星列表 | 後一小行星： 小行星2527 |